# Gisors
Pour les articles homonymes, voir Gisors (homonymie).
Gisors (prononcé : [ʒizɔʁ]) est une commune française située dans le département de l'Eure, en région Normandie.
Située à la lisière du Vexin français, elle témoigne par son patrimoine architectural de la lutte acharnée entre souverains Capétiens et Plantagenêt durant une partie du Moyen Âge. Élément important du paysage urbain, son château fort se dresse depuis lors sur une éminence motte castrale (butte) dominant la ville. Principal lieu touristique de l'agglomération, il est également au centre de diverses légendes ayant trait à l'ordre du Temple.
Les habitants de Gisors sont appelés les Gisorsiens et les Gisorsiennes.
Gisors est jumelé avec Riegelsberg (Allemagne) depuis 1970.

## Géographie

### Situation
La commune de Gisors se situe dans la partie orientale du département de l'Eure, limitrophe du département de l'Oise. Formant un ensemble de 1 667 hectares s'inscrivant dans les limites du Vexin normand, elle s'étend sur un plateau calcaire entaillé par la rivière Epte.
Une zone boisée, connue sous le nom de bois de Gisors, s'étend dans la partie septentrionale du territoire communal. Une forêt de moindre importance, dite forêt de Boisgeloup, s'étend également au sud de l'agglomération, à proximité du hameau éponyme.

### Communes limitrophes
Gisors est située (à vol d'oiseau) à 28 km de Beauvais, 53 km de Rouen, 54 km d'Évreux et 62 km de Paris. Gisors est le centre d'une unité urbaine (ou agglomération au sens de l'Insee) s'étendant sur l'Eure et l'Oise et regroupant les communes de Trie-Château et Trie-la-Ville.
| Saint-Denis-le-Ferment Bézu-Saint-Éloi             | Bazincourt-sur-Epte, Éragny-sur-Epte (Oise) |                                     |
| Neaufles-Saint-Martin Courcelles-lès-Gisors (Oise) | Gisors                                      | Trie-Château (Oise) Chambors (Oise) |
|                                                    | Boury-en-Vexin (Oise)                       | Lattainville (Oise) (par un angle)  |

### Hydrographie
La commune est située dans le bassin Seine-Normandie. Elle est drainée par l'Epte, la Troesne, le Reveillon, le cours d'eau 01 de la commune de Gisors, l'Epte et divers autres petits cours d'eau,.
L'Epte, d'une longueur de 113 km, prend sa source dans la commune de Compainville et se jette  dans la Seine à Notre-Dame-de-la-Mer, après avoir traversé 44 communes.
La Troesne, d'une longueur de 27 km, prend sa source dans la commune de Hénonville et se jette  dans l'Epte sur la commune, après avoir traversé douze communes.
Le Réveillon, d'une longueur de 11 km, prend sa source dans la commune de Boubiers et se jette  dans l'Epte sur la commune, après avoir traversé six communes.

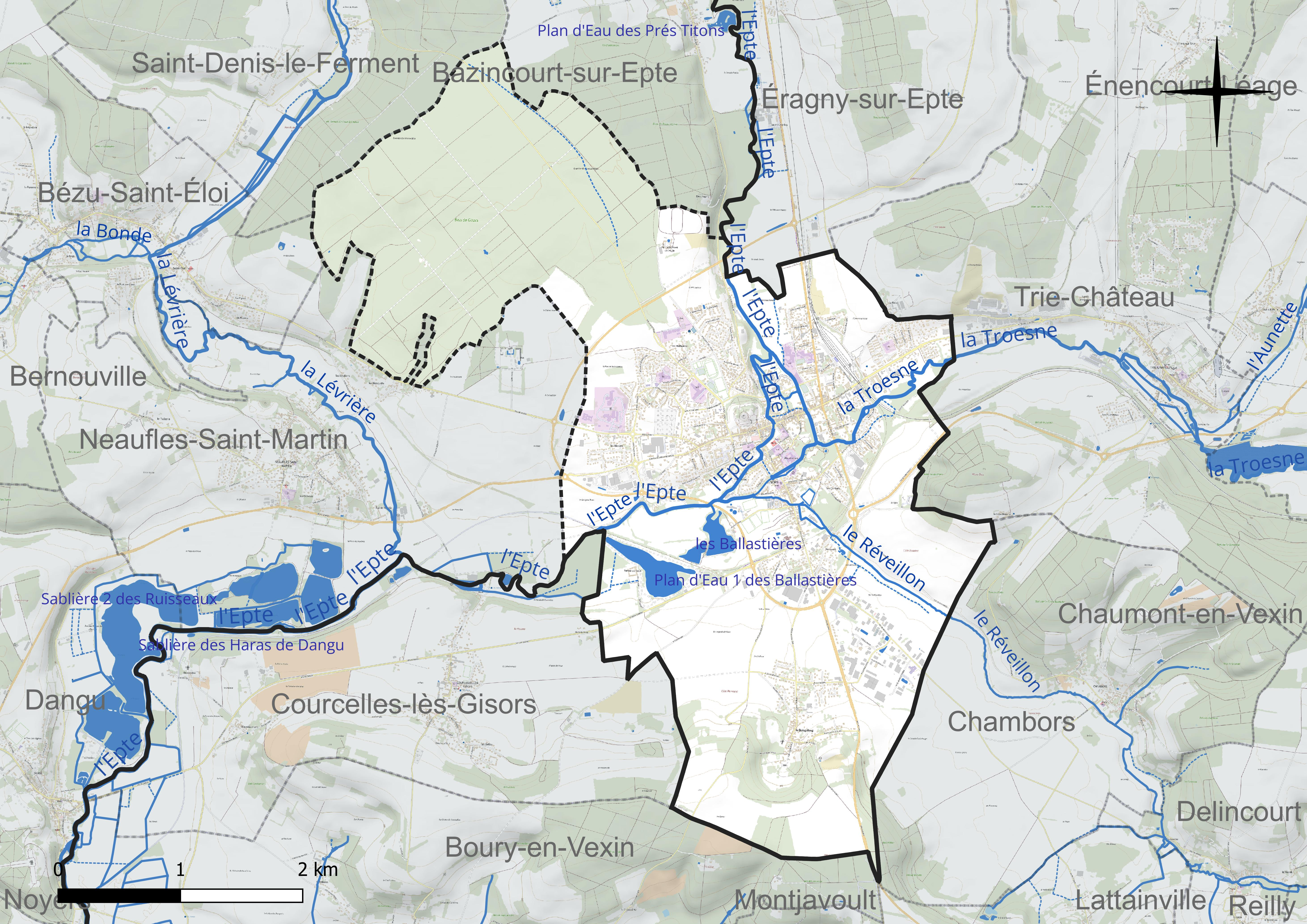
Réseau hydrographique de Gisors.

Trois plans d'eau complètent le réseau hydrographique : le plan d'eau 1 des ballastières (11,5 ha), le plan d'eau 3 des ballastières (5,3 ha) et les ballastières (1,9 ha),.

### Climat
La ville bénéficie d'un climat océanique.
| Ville             | Ensoleillement · (h/an) | Pluie · (mm/an) | Neige · (j/an) | Orage · (j/an) | Brouillard · (j/an) |
| ----------------- | ----------------------- | --------------- | -------------- | -------------- | ------------------- |
| Médiane nationale | 1 852                   | 835             | 16             | 25             | 50                  |
| Beauvais (Gisors) | 1650                    | 657             | 17             | 18             | 54                  |
| Paris             | 1 717                   | 634             | 13             | 20             | 26                  |
| Nice              | 2 760                   | 791             | 1              | 28             | 2                   |
| Strasbourg        | 1 747                   | 636             | 26             | 28             | 69                  |
| Brest             | 1 555                   | 1 230           | 6              | 12             | 78                  |
| Bordeaux          | 2 070                   | 987             | 3              | 32             | 78                  |

La moyenne des températures les plus basses de l'ensemble de l'année est de 6,0 °C. La moyenne des températures les plus élevées de l'année est de 14,5 °C (sur la période 1945-2007). Les quatre mois de juin, juillet, août et septembre connaissent en moyenne des températures supérieures à 20 °C. Météo-France a relevé la température la plus élevée de 41,8 °C le 24 juillet 2019 et la température la plus basse de −19,7 °C le 28 janvier 1954.
| Mois                                            | jan.       | fév.       | mars       | avril     | mai       | juin      | jui.      | août      | sep.      | oct.      | nov.       | déc.       | année      |
| ----------------------------------------------- | ---------- | ---------- | ---------- | --------- | --------- | --------- | --------- | --------- | --------- | --------- | ---------- | ---------- | ---------- |
| Température minimale moyenne (°C)               | 0,3        | 0,6        | 2,1        | 4,1       | 7,3       | 10,2      | 12,1      | 11,8      | 9,8       | 7         | 3,1        | 1,1        | 5,8        |
| Température moyenne (°C)                        | 2,9        | 3,7        | 6          | 8,7       | 12,3      | 15,3      | 17,4      | 17,3      | 14,8      | 11,1      | 6,2        | 3,7        | 9,9        |
| Température maximale moyenne (°C)               | 5,4        | 6,8        | 9,9        | 13,3      | 17,2      | 20,4      | 22,7      | 22,7      | 19,8      | 15,2      | 9,3        | 6,2        | 14,1       |
| Record de froid (°C) date du record             | −19,7 1954 | −20,8 2009 | −10,9 1971 | −4,3 1956 | −2,2 1957 | 1,2 1991  | 3,6 1954  | 3,9 1974  | −0,5 1952 | −4,4 1955 | −10,9 1956 | −10,9 1950 | −19,7 1954 |
| Record de chaleur (°C) date du record           | 15 1991    | 20,4 1990  | 23,5 1955  | 28,4 1949 | 31,2 1953 | 35 2019   | 41,8 2019 | 36,6 1990 | 33,9 1949 | 26,6 1985 | 19,2 1955  | 16,4 1961  | 36,6 1990  |
| Nombre de jours avec gel                        | 13,2       | 12,1       | 9,8        | 4         | 0,5       | 0         | 0         | 0         | 0         | 1,3       | 7,4        | 12,9       | 61,2       |
| Ensoleillement (h)                              | 54         | 81,2       | 122,1      | 164,9     | 195,7     | 209,2     | 221,1     | 208,4     | 160,5     | 114,9     | 70,7       | 47,2       | 1 649,9    |
| Record de vent (km/h) date du record            | 115 1990   | 126 1990   | 104 1982   | 104 1994  | 101 1987  | 86 1990   | 79 1994   | 86 1986   | 83 1983   | 119 1987  | 122 1983   | 112 1993   | 126 1990   |
| Précipitations (mm)                             | 57         | 46,4       | 54,2       | 46,6      | 58,5      | 57        | 50,1      | 51,4      | 51,5      | 60,5      | 63         | 60,4       | 656,8      |
| Record de pluie en 24 h (mm) date du record     | 22,4 1962  | 27,2 1990  | 30 1989    | 19,8 1989 | 25,5 1985 | 35,2 1987 | 43 1969   | 46,8 1987 | 35 1986   | 45,6 1979 | 36,9 1968  | 24 1979    | 46,8 1987  |
| Nombre de jours avec précipitations             | 11,2       | 9,1        | 10,7       | 9,6       | 11        | 8,3       | 7,9       | 7,6       | 8,7       | 9         | 11,1       | 11         | 115,1      |
| dont nombre de jours avec précipitations ≥ 5 mm | 4,2        | 3,2        | 4,1        | 3,3       | 4,1       | 4         | 3,2       | 3,1       | 3,3       | 3,7       | 4,4        | 4,5        | 45         |
| Humidité relative (%)                           | 89         | 85         | 82         | 81        | 76        | 74        | 74        | 72        | 81        | 86        | 88         | 90         | 81,5       |
| Nombre de jours avec neige                      | 4,7        | 4,1        | 3,3        | 1         | 0,1       | 0         | 0         | 0         | 0         | 0         | 1,6        | 3          | 17,9       |
| Nombre de jours avec grêle                      | 0,3        | 0,4        | 0,6        | 0,6       | 0,7       | 0,2       | 0,2       | 0,1       | 0         | 0,3       | 0,1        | 0,1        | 3,7        |
| Nombre de jours d'orage                         | 0,1        | 0,1        | 0,3        | 1,3       | 3,5       | 3,4       | 3,3       | 3         | 1,7       | 0,9       | 0,2        | 0,2        | 17,8       |
| Nombre de jours avec brouillard                 | 6,7        | 5,1        | 3,8        | 2,1       | 2,5       | 1,9       | 1,7       | 3,1       | 5,1       | 8,7       | 6,2        | 6,7        | 53,7       |
| Relevé pluviométrique en 2006 (mm)              | 17,6       | 16,4       | 61,4       | 23        | 83,4      | 76,6      | 36,8      | 103,4     | 35,8      | 47        | 50,6       | 69,4       | 621,4      |
| Relevé pluviométrique en 2007 (mm)              | 41,4       | 49,2       | 50,6       | 7         | 59,8      | 95,2      | 112       | 70        | 41,4      | 60,2      | 35,8       | 53,2       | 675,8      |
| Relevé pluviométrique en 2008 (mm)              | 19,4       | 32,2       | 99,4       | 65,6      | 83,4      | 18,4      | 59,6      | 52,6      | 24,8      | 65,6      | 66,2       | 28,6       | 615,8      |
| Relevé pluviométrique en 2009 (mm)              | 59,2       | 31,6       | 27,2       | 39        | 59,2      | 47,8      | 59        | 17,8      | 16,2      | 53,2      | 91,4       | 49,6       | 551,2      |

## Urbanisme

### Typologie
Au 1er janvier 2024, Gisors est catégorisée centre urbain intermédiaire, selon la nouvelle grille communale de densité à 7 niveaux définie par l'Insee en 2022.
Elle appartient à l'unité urbaine de Gisors, une agglomération inter-régionale dont elle est ville-centre,. Par ailleurs la commune fait partie de l'aire d'attraction de Paris, dont elle est une commune de la couronne,. 

### Occupation des sols
L'occupation des sols de la commune, telle qu'elle ressort de la base de données européenne d’occupation biophysique des sols Corine Land Cover (CLC), est marquée par l'importance des territoires agricoles (38 % en 2018), en diminution par rapport à 1990 (43,3 %). La répartition détaillée en 2018 est la suivante : 
forêts (32,1 %), terres arables (27,5 %), zones urbanisées (21,4 %), prairies (10,3 %), zones industrielles ou commerciales et réseaux de communication (6,2 %), eaux continentales (1,9 %), mines, décharges et chantiers (0,4 %), zones agricoles hétérogènes (0,2 %). L'évolution de l’occupation des sols de la commune et de ses infrastructures peut être observée sur les différentes représentations cartographiques du territoire : la carte de Cassini (XVIIIe siècle), la carte d'état-major (1820-1866) et les cartes ou photos aériennes de l'IGN pour la période actuelle (1950 à aujourd'hui).

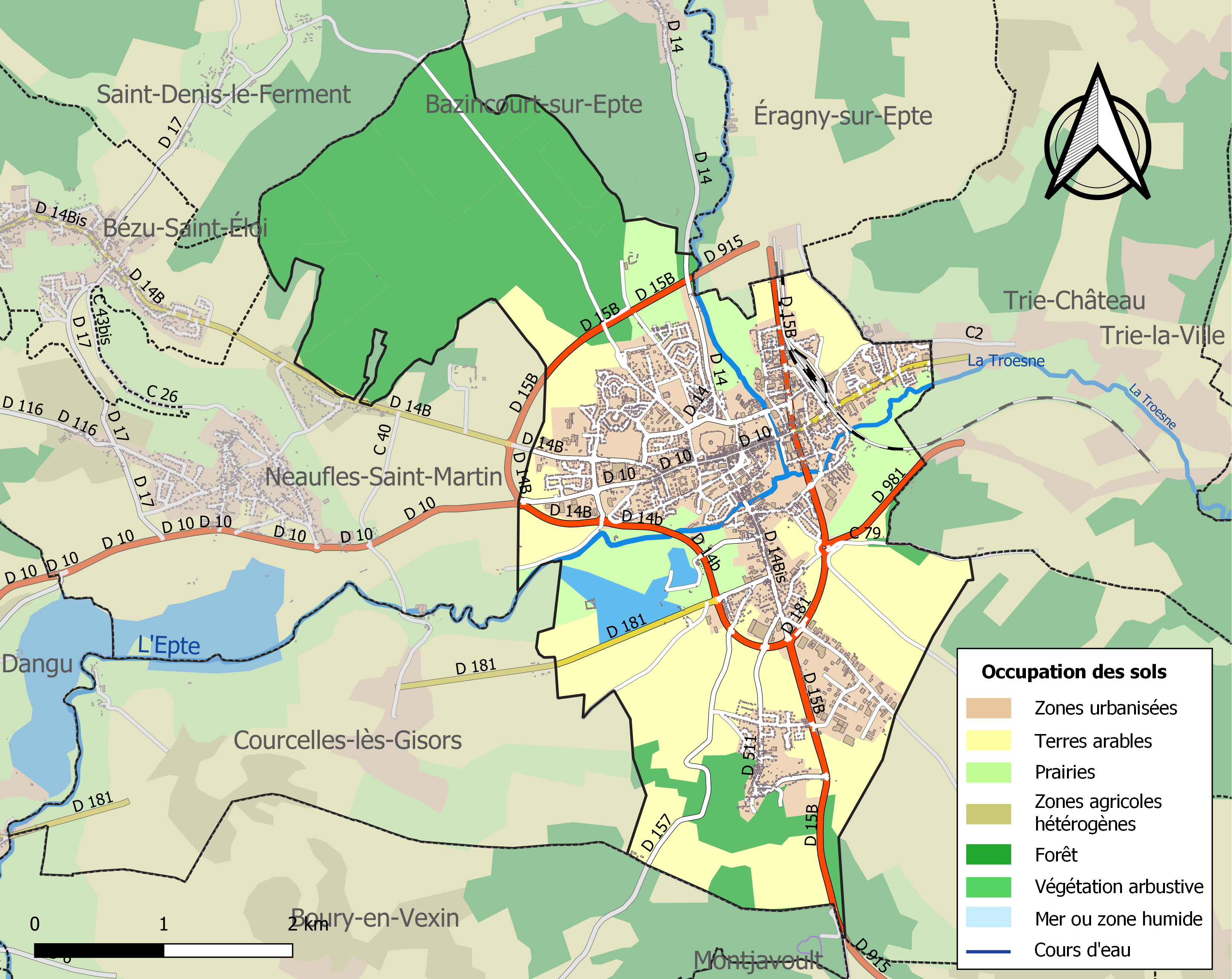
Carte des infrastructures et de l'occupation des sols de la commune en 2018 (CLC).

### Voies de communication et transports
La gare de Gisors est située sur la ligne de Paris-Saint-Lazare à Dieppe, aujourd'hui limitée à Serqueux. Gisors est le terminus des trains de banlieue du Transilien J, et de nombreux habitants des communes environnantes viennent prendre le train à Gisors pour effectuer leurs migrations pendulaires.
La commune est desservie, en 2023, par les lignes 604, 605, 607, 609, 6123, 6136 et 6145 du réseau interurbain de l'Oise, par les lignes 206, 208, 210 et 219 du réseau Nomad Car 27,,, et par la ligne 527 du réseau Nomad Car 76.

## Toponymie
Le nom de la localité est attesté sous la forme Gisortis en 968 (charte de Richard Ier), Castrum Gisortis en 1097 (Orderic Vital), Gisort en 1157 (bulle d’Adrien IV), Gisorz en 1160 (Robert du Mont), Gisorzcium en 1246 (cartulaire de Saint-Évroult), Gizortium au XIIIe siècle (cartulaire du prieuré des Deux-Amants), Gysorcium et Gysorz en 1308 (charte de Philippe le Bel), Gysors au XVe siècle chron. norm. de P. Cochon), Gesors en 1461 (archives de la Seine-Inférieure).
À l'époque gallo-romaine, la ville porte vraisemblablement le nom de *Gisoritum ou *Gesoritum. On y reconnaît deux éléments gaulois : le premier Giso- dans lequel Albert Dauzat identifie l'anthroponyme gaulois Gisus ou Geso- que François de Beaurepaire explique par un appellatif gaulois geso signifiant « pointe »(à noter que dès le stade du gaulois le passage de [e] à [i] est régulier devant [s] cf. Alesia > Alisia ou Teutates > Toutatis).
Si cet élément est bien geso-, Xavier Delamarre considère qu'il reflète l'évolution régulière de *gaiso- « lance » en gēso- (cf. latin gaesum « javelot », donné comme d'origine gauloise par les auteurs romains).
Le second élément est rito- « gué », (cf. gallois rhyd, anciennement rit même sens), que l'on retrouve fréquemment en toponymie et qui a subi différentes évolutions phonétiques suivant les cas et les régions. En Normandie (et ailleurs), il explique certaines terminaisons en -or- de noms de lieux d'origine gauloise (cf. Jort < *Divoritum « gué sur la Dives » et Lisors < *Lesoritum « gué en pente, oblique » [?]) et qui se perpétue jusqu'à une époque plus récente dans des formations médiévales du nord de la France, sous forme de terminaisons -ray, -roi, -roy  (aujourd'hui dans des toponymes : Gerberoy, Longroy, le Gué-de-Longroi, etc.). Dans ce cas, la signification de *Gisoritum serait « le gué (matérialisé par) des lances ». Gisors occupe en effet un site au bord de l'Epte au passage probable d'un gué.
À noter que l'on retrouve l'élément giso-, dans les trois Gisacum du département de l'Eure, composé avec le suffixe -acum, et l'élément geso- dans Gesoriacum (Boulogne-sur-Mer) et Gesocribate (Le Conquet).
Formation homonyme Gisors (Manche), à l'endroit probable d'un gué de la baie du Mont-Saint-Michel.

## Histoire

### Antiquité
Gisors a été fondée probablement à l'époque gallo-romaine. La voie romaine Beauvais - Chartres passait non loin de Gisors, à Moiscourt.

### Moyen Âge
De nombreux accords y sont signés entre les ducs de Normandie et les rois de France, notamment en 965 où la paix de Gisors, reconnaît l'autorité de Richard Ier de Normandie sur la Normandie et préconise l'abandon de sa suzeraineté par Lothaire, roi des Francs.

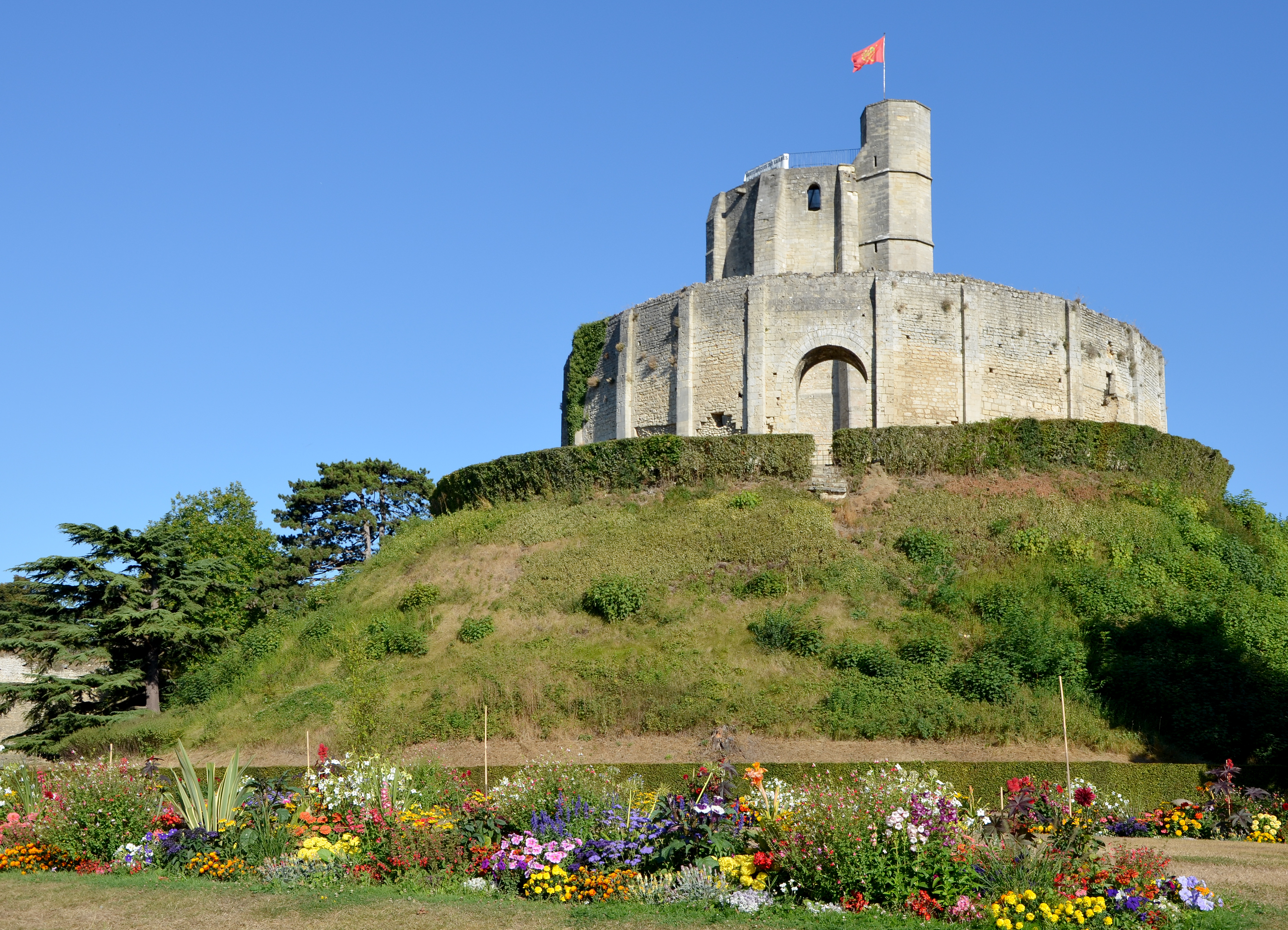
Vue générale du château.

La ville commence à se développer vers cette période, car elle est alors située à la frontière du duché de Normandie et du Domaine royal français (partie du royaume directement sous l'autorité du roi de France). Elle se développe autour d'une église, aujourd'hui disparue.
En 1119, la ville voit le passage du pape Calixte II qui revient du concile de Reims. Le roi d'Angleterre Henri Ier invite ses hôtes à examiner les connaissances de ses protégés, les jumeaux de Beaumont, qui sortiront vainqueurs d'une discussion philosophique avec les cardinaux. Gisors devient, au cours des siècles suivants, un lieu de rencontre entre les rois d'Angleterre et de France.
En 1169, Thomas Becket de Cantorbéry se rend à Gisors un an avant son martyre.
Une chapelle lui sera dédiée près de la grande tour où une messe sera dite jusqu'à la destruction de la chapelle en 1793.
Le 28 juin 1180 est signé le traité de Gisors entre Philippe Auguste et Henri II d'Angleterre, qui marque la fin de la série de guerres continuelles entre le roi de France et le duc de Normandie.
Le 13 janvier 1188 : au départ de la troisième croisade à Gisors, Philippe Auguste, Henri II d'Angleterre et Philippe d'Alsace comte de Flandre conviennent de distinguer leurs hommes par couleurs. La croix de gueules (rouge) est attribuée aux Français, d'argent (blanc) aux Anglo-Normands et de sinople (vert) aux Flamands. Malgré leur promesse lors de l’entrevue, les souverains français et anglais ne partent pas immédiatement et se font même la guerre durant une année.
Le 21 janvier 1189, Philippe Auguste, Henri II d'Angleterre et Frédéric Barberousse, se réunissent de nouveau à Gisors, prennent la croix et rassemblent les troupes pour la troisième croisade. Henri II meurt le 6 juillet 1189, et Richard Cœur de Lion lui succédant, reprend la promesse de croisade de son père.
Finalement, les deux souverains ne remplissent leur vœu qu’un an plus tard, et le 4 juillet 1190, les deux rois partent de Vézelay. À la suite du traité d'Issoudun conclue entre les deux souverains, Gisors échoit à Philippe Auguste. Après avoir construit Château-Gaillard Richard parvient à déloger Philippe de la ville. Le pont enjambant l'Epte, encombré par les fuyards se rompt lors du passage du roi de France qui échappe de peu à la noyade.
Gisors devient un centre économique et commercial aux XIIe et XIIIe siècles. Philippe Auguste conquiert la ville au début du XIIIe siècle et installe un château, avec tribunal et prison. À cette époque, Gisors se dote d'infrastructures : lavoir, hôpital, nouvelle église.
Le 11 septembre 1419, la ville est prise par l'armée anglaise menée par John Cornwall, lors de la conquête de la Normandie par le roi d'Angleterre Henri V. Le capitaine de la ville, Lyonnet de Bournonville, capitule et donne la ville aux Anglais. Le traité de capitulation est signé, alors même que le château de Gisors résiste encore à l'invasion anglaise.

### Époque moderne

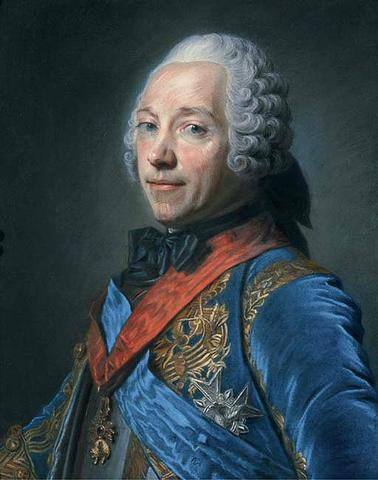
Charles-Louis-Auguste Fouquet, duc de Gisors.

De 1619 à 1624, la peste sévit à nouveau à Gisors.
Des couvents religieux s'installèrent à Gisors au XVIIIe siècle. Selon P. F. D. Hersan, la ville est divisée entre partisans du curé M. de l'Isle d'Ormeau et jansénistes qui soutiennent le lieutenant général du bailliage Me Pantin. La discorde à coup de libelles, qui donna lieu à des rixes, ne prit fin qu'en 1747 avec la désignation d'un nouveau curé.
Le 19 juillet 1742, Gisors devient un duché, élevé en duché-pairie le 9 juin 1748, en faveur de Charles Louis Auguste Fouquet de Belle-Isle, maréchal de France.
Celui-ci a cédé Belle-Île-en-Mer à Louis XV en octobre 1718, en échange du comté de Gisors et des vicomtés de Vernon, d'Andeli et de Lions et du marquisat de Bissi près de Vernon,. À sa mort en 1761, les domaines du maréchal reviennent à la Couronne.
Le 28 mars 1762, Louis Charles de Bourbon(-Maine), duc d'Aumale, échange avec Louis XV la principauté des Dombes contre les domaines du maréchal (dont le duché de Gisors) et les terres de Gretz-Armainvilliers et de Pontcarré.
Son héritage passe à la branche collatérale des Bourbon-Penthièvre en 1775. Puis Louise Marie de Bourbon-Penthièvre, Madame Égalité, en apporta l'héritage aux Orléans.
Henri, « comte de Paris », « duc de France », chef de la Maison d'Orléans, en était l'héritier.

### Révolution française
Louis Alexandre de La Rochefoucauld d'Enville, duc de la Rochefoucauld est tué le 4 septembre 1792 par des volontaires de la Sarthe et de l’Orne, en route pour combattre les Prussiens qui venaient de prendre Verdun et qui menaient la chasse aux aristocrates. Il est la seule victime des massacres de Septembre dans la ville, malgré les efforts de la municipalité et de Dolomieu qui ne peuvent le sauver.
Napoléon Bonaparte visite Gisors en tant que Premier consul en octobre 1802 et s'y entretient avec les ouvriers d'une filature.

### Époque contemporaine
Des usines s'installent au XIXe siècle, ainsi que la voie ferrée de Paris à Dieppe (1868). La gare de Gisors devient un carrefour ferroviaire, avec la mise en service des lignes de Gisors à Pont-de-l'Arche (1868) et vers  Beauvais (1875).
Lors de la Guerre franco-allemande de 1870, les Prussiens entrent dans Gisors, ville quasiment ouverte, le dimanche 9 octobre 1870. Le prince Hohenlohe est accueilli par Louis Passy en personne.

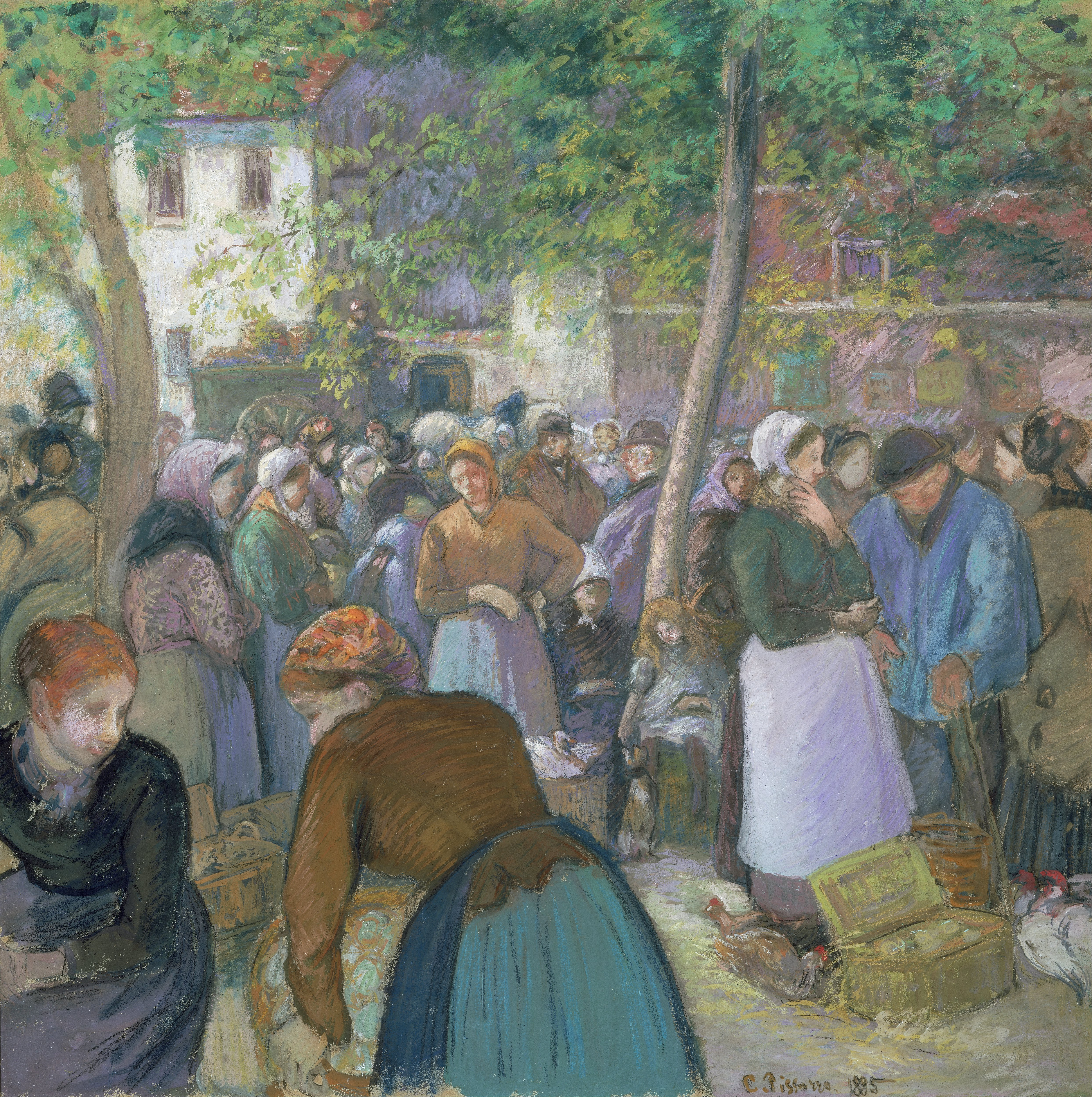
Le Marché à la volaille, Gisors, 1885
Musée des Beaux-Arts (Boston)

En avril 1884, le peintre impressionniste Camille Pissarro quitte Pontoise pour Éragny-sur-Epte, un minuscule bourg, à trois kilomètres de Gisors. Le tableau du Marché à la volaille témoigne de l'évolution de sa peinture à cette époque. "La simple équation entre voir et représenter prônée par [les impressionnistes] était à la fois indésirable et impossible ".

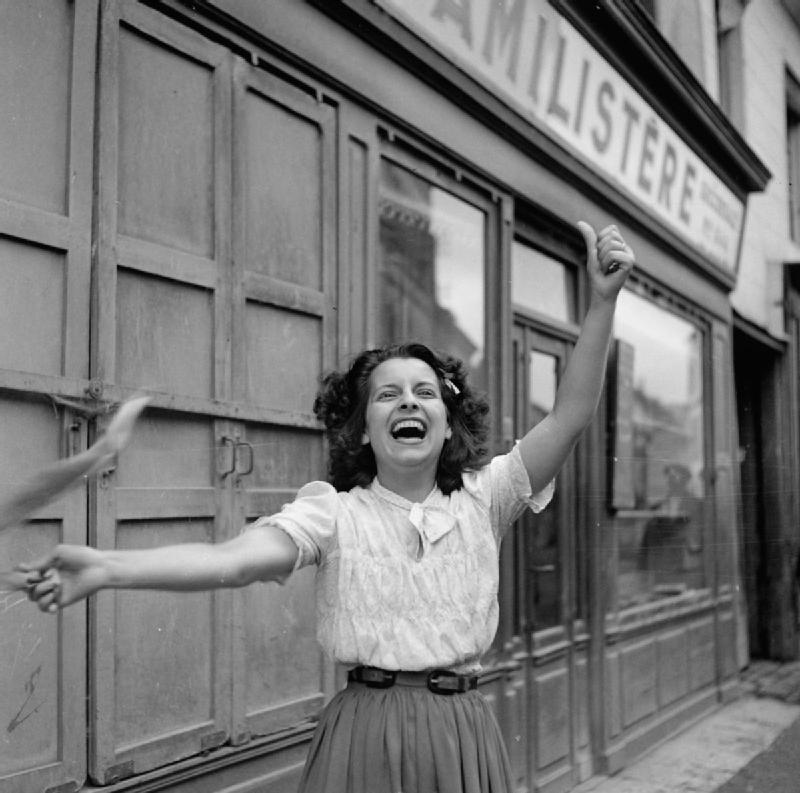
Jeune femme dans une rue de Gisors acclamant les troupes britanniques à la libération de la ville.

La ville a été endommagée au cours de la Seconde Guerre mondiale. Elle est libérée au matin du 30 août 1944 par une colonne blindée britannique faisant mouvement vers Beauvais en provenance de Vernon.
À la suite de l'assassinat de Virginie Mannechez et de son compagnon Frédéric Piard par Denis Mannechez à Gisors le 7 octobre 2014, Denis Mannechez est condamné à la réclusion à perpétuité.

## Politique et administration

### Rattachements administratifs et électoraux
Rattachements administratifs
La commune se trouve depuis 1926 dans l'arrondissement des Andelys du département de l'Eure.
Elle était depuis 1793 le chef-lieu du canton de Gisors. Dans le cadre du redécoupage cantonal de 2014 en France, cette circonscription administrative territoriale a disparu, et le canton n'est plus qu'une circonscription électorale.
Rattachements électoraux
Pour les élections départementales, la commune fait partie depuis 2014 d'un nouveau canton de Gisors
Pour l'élection des députés, elle fait partie de la cinquième circonscription de l'Eure.

### Intercommunalité
Gisors était le siège de la communauté de communes Gisors-Epte-Lévrière, un établissement public de coopération intercommunale (EPCI) à fiscalité propre créé en 2004.
Celle-ci fusionne avec sa voisine pour former, le 1er janvier 2017, la communauté de communes du Vexin Normand dont Gisors est la ville la plus peuplée.

### Tendances politiques et résultats
Au second tour des élections municipales de 2014 dans l'Eure, après un premier tour marqué par la désunion des forces de gauche, la liste menée par  le communiste Marcel Larmanou, maire sortant, est battue par celle du jeune UMP Alexandre Rassaërt, qui obtient 57,72 % des suffrages exprimés et 26 élus, devançant ainsi le sortant qui obtient 42,28 % des suffrages exprimés.
Au second tour des élections municipales de 2020 dans l'Eure la liste menée par le maire sortant (LR)  Alexandre Rassaërt remporte la majorité absolue des suffrages exprimés, avec 2 190 voix (56,07 % des suffrages exprimés), devançant la liste menée par Anthony Auger, candidat divers gauche et conseiller municipal d’opposition pendant le mandat municipal 2014-2020, qui obtient 1 716 voix (43,93 % des suffrages exprimés), lors d'un scrutin marqué par 50,37 % d'abstention,.

### Liste des maires
| Période                                  | Période       | Identité                              | Étiquette   | Qualité |
| ---------------------------------------- | ------------- | ------------------------------------- | ----------- | --- |
| Avant l'An XII                           | 1815          | Eustache Fourmont-Tournay             |             | avocat |
| 1816                                     | 1819          | Eustache Fourmont de Boispréaux       |             | Écuyer Comte de Boispréaux Château à Lisors. |
| 1819                                     | 1820          | Eustache Fourmont-Tournay             |             | |
| 1820                                     | 1826          | Nicolas René Potin de la Mairie       |             | Ancien adjoint Conseiller d'arrondissement historien |
| 1826                                     |               | Pierre Narcisse Rossey                |             | |
| ca 1846                                  |               | Dufour                                |             | |
| 1866                                     |               | Jean-Ambroise Rouget                  |             | |
| ?                                        |               | Joseph Achille Dufay                  |             | par intérim |
| Les données manquantes sont à compléter. |               |                                       |             | |
|                                          |               | Armand Casimir Thierry                |             | |
| Les données manquantes sont à compléter. |               |                                       |             | |
| vers 1870                                |               | A. Le Père                            |             | |
| vers 1872                                |               | François Lucien Renault               |             | 1er adjoint par intérim |
|                                          | 02/1874       | Louis Passy                           |             | |
| 02/1874                                  |               | François Lucien Renault               |             | |
| Les données manquantes sont à compléter. |               |                                       |             | |
| ca 1890                                  |               | Désiré Noël Augustin Tournant-Lafosse |             | |
| Les données manquantes sont à compléter. |               |                                       |             | |
| 1908                                     |               | M. Binet                              |             | |
| Les données manquantes sont à compléter. |               |                                       |             | |
| av.1929                                  | ?             | François Antoine Louis Croustillier   |             | Suppléant du juge de paix |
| Les données manquantes sont à compléter. |               |                                       |             | |
| 1937                                     |               | André Murtin                          | SFIO        | Ingénieur |
| Les données manquantes sont à compléter. |               |                                       |             | |
| vers 1943                                |               | Raymond Marchandin                    |             | Professeur d'E.P.S. à l'école primaire supérieure de Gisors Ancien lieutenant au centre de mobilisation d'infanterie Nommé conseiller départemental en 1943 par le Gouvernement de Vichy Chevalier de la Légion d'honneur                                                           |
| Les données manquantes sont à compléter. |               |                                       |             | |
| 1945                                     | 1953          | Albert Forcinal                       | Rad.        | Résistant, industriel faïencier Conseiller général de Gisors (1945 → 1953) Vice-président du conseil général de l'Eure (1945 → ? ) Député de l'Eure (1928 → 1942 et 1945 → 1955) Secrétaire d'État (octobre-novembre 1947) Commandeur de la Légion d'honneur                        |
| Les données manquantes sont à compléter. |               |                                       |             | |
| 1958                                     |               | Raymond Marchandin                    | Rad.        | Professeur d'E.P.S. à l'école primaire supérieure de Gisors Ancien lieutenant au centre de mobilisation d'infanterie Conseiller général de Gisors (1951 → 1958) Chevalier de la Légion d'honneur                                                                                    |
| Les données manquantes sont à compléter. |               |                                       |             | |
|                                          | 1971          | Émile Beyne                           | Rad.        | Ancien officier du génie Commandant de sapeurs-pompiers |
| 1971                                     | avril 2014    | Marcel Larmanou                       | PCF         | Conseiller général de Gisors (1976 → 2015) Président de la CC Gisors-Epte-Lévrière (2004 → 2014) |
| avril 2014                               | décembre 2022 | Alexandre Rassaert                    | LR puis DVD | Collaborateur d'élus Conseiller départemental de Gisors (2015 → ) Vice-président (2015 → 2022) puis président (2022 → ) du conseil départemental de l'Eure Président de la CC du Vexin Normand (2020 → ) Démissionnaire après son élection comme président du conseil départemental |
| décembre 2022                            | En cours      | José Cerqueira                        |             | Chef d'entreprise, ancien 1er adjoint |

## Population et société

### Démographie

#### Évolution démographique
L'évolution du nombre d'habitants est connue à travers les recensements de la population effectués dans la commune depuis 1793. Pour les communes de plus de 10 000 habitants les recensements ont lieu chaque année à la suite d'une enquête par sondage auprès d'un échantillon d'adresses représentant 8 % de leurs logements, contrairement aux autres communes qui ont un recensement réel tous les cinq ans,.

En 2022, la commune comptait 12 395 habitants, en évolution de +4 % par rapport à 2016 (Eure : −0,25 %, France hors Mayotte : +2,11 %).
| 1793  | 1800  | 1806  | 1821  | 1831  | 1836  | 1841  | 1846  | 1851  |
| ----- | ----- | ----- | ----- | ----- | ----- | ----- | ----- | ----- |
| 3 021 | 3 650 | 3 277 | 3 339 | 3 533 | 3 364 | 3 624 | 3 616 | 3 653 |

| 1856  | 1861  | 1866  | 1872  | 1876  | 1881  | 1886  | 1891  | 1896  |
| ----- | ----- | ----- | ----- | ----- | ----- | ----- | ----- | ----- |
| 3 694 | 3 654 | 3 573 | 3 834 | 4 047 | 4 362 | 4 359 | 4 462 | 4 681 |

| 1901  | 1906  | 1911  | 1921  | 1926  | 1931  | 1936  | 1946  | 1954  |
| ----- | ----- | ----- | ----- | ----- | ----- | ----- | ----- | ----- |
| 4 861 | 4 888 | 5 508 | 5 494 | 5 564 | 5 868 | 5 867 | 5 078 | 5 670 |

| 1962  | 1968  | 1975  | 1982  | 1990  | 1999   | 2006   | 2011   | 2016   |
| ----- | ----- | ----- | ----- | ----- | ------ | ------ | ------ | ------ |
| 6 398 | 7 329 | 8 069 | 8 732 | 9 481 | 10 882 | 11 532 | 11 474 | 11 918 |

| 2021   | 2022   | - | - | - | - | - | - | - |
| ------ | ------ | - | - | - | - | - | - | - |
| 11 919 | 12 395 | - | - | - | - | - | - | - |

#### Pyramide des âges
La population de la commune est relativement jeune.
En 2018, le taux de personnes d'un âge inférieur à 30 ans s'élève à 36,9 %, soit au-dessus de la moyenne départementale (35,2 %). À l'inverse, le taux de personnes d'âge supérieur à 60 ans est de 27,5 % la même année, alors qu'il est de 25,5 % au niveau départemental.
En 2018, la commune comptait 5 425 hommes pour 6 249 femmes, soit un taux de 53,53 % de femmes, largement supérieur au taux départemental (51,26 %).
Les pyramides des âges de la commune et du département s'établissent comme suit.
| Hommes | Classe d’âge | Femmes |
| ------ | ------------ | ------ |
| 0,6    | 90 ou +      | 1,8    |
| 7,7    | 75-89 ans    | 11,5   |
| 15,6   | 60-74 ans    | 17,2   |
| 18,6   | 45-59 ans    | 18,1   |
| 16,9   | 30-44 ans    | 17,7   |
| 19,7   | 15-29 ans    | 16,7   |
| 21,0   | 0-14 ans     | 16,9   |

| Hommes | Classe d’âge | Femmes |
| ------ | ------------ | ------ |
| 0,6    | 90 ou +      | 1,6    |
| 6,4    | 75-89 ans    | 8,8    |
| 17,3   | 60-74 ans    | 18,1   |
| 20,7   | 45-59 ans    | 20     |
| 18,8   | 30-44 ans    | 18,6   |
| 16,3   | 15-29 ans    | 14,5   |
| 20     | 0-14 ans     | 18,3   |

### Enseignement

#### Établissements scolaires
- École maternelle Jacques-Prévert,
- École primaire Jean-Moulin,
- École maternelle et école primaire Joliot-Curie,
- École maternelle Paul-Éluard,
- École primaire et collège privé catholique Jeanne-d'Arc,
- Collège Victor-Hugo,
- Collège Pablo-Picasso,
- Lycée polyvalent Louise-Michel (qui résulte de la fusion en 2013 du lycée général et technologique Louise-Michel, qui succédait à une pension religieuse pour jeunes filles construite en 1884 et du lycée professionnel Louis-Aragon ouvert en 1983, qui avaient déjà le même proviseur et des services communs)

### Santé
- Le centre hospitalier communal (CHC)[65] se situe sur la route de Rouen.
- Un établissement d'hébergement pour personnes âgées dépendantes (EHPAD) rattaché au CHC. Hôtel-Dieu au Moyen Âge, les sœurs ont été présentes à l'hôpital-hospice durant 250 ans. Ses bâtiments datent de 1860 sur le terrain de l'ancien couvent des ursulines. L'EHPAD est situé sur deux sites, « Les Champs Fleuris » en centre-ville, et « Les Jardins du Vexin » route de Rouen.

### Médias
La commune publie régulièrement le magazine municipal À la une.
La presse locale est présente avec l'hebdomadaire L'Impartial et une édition spéciale pour l'aire gisorsienne.

### Culte

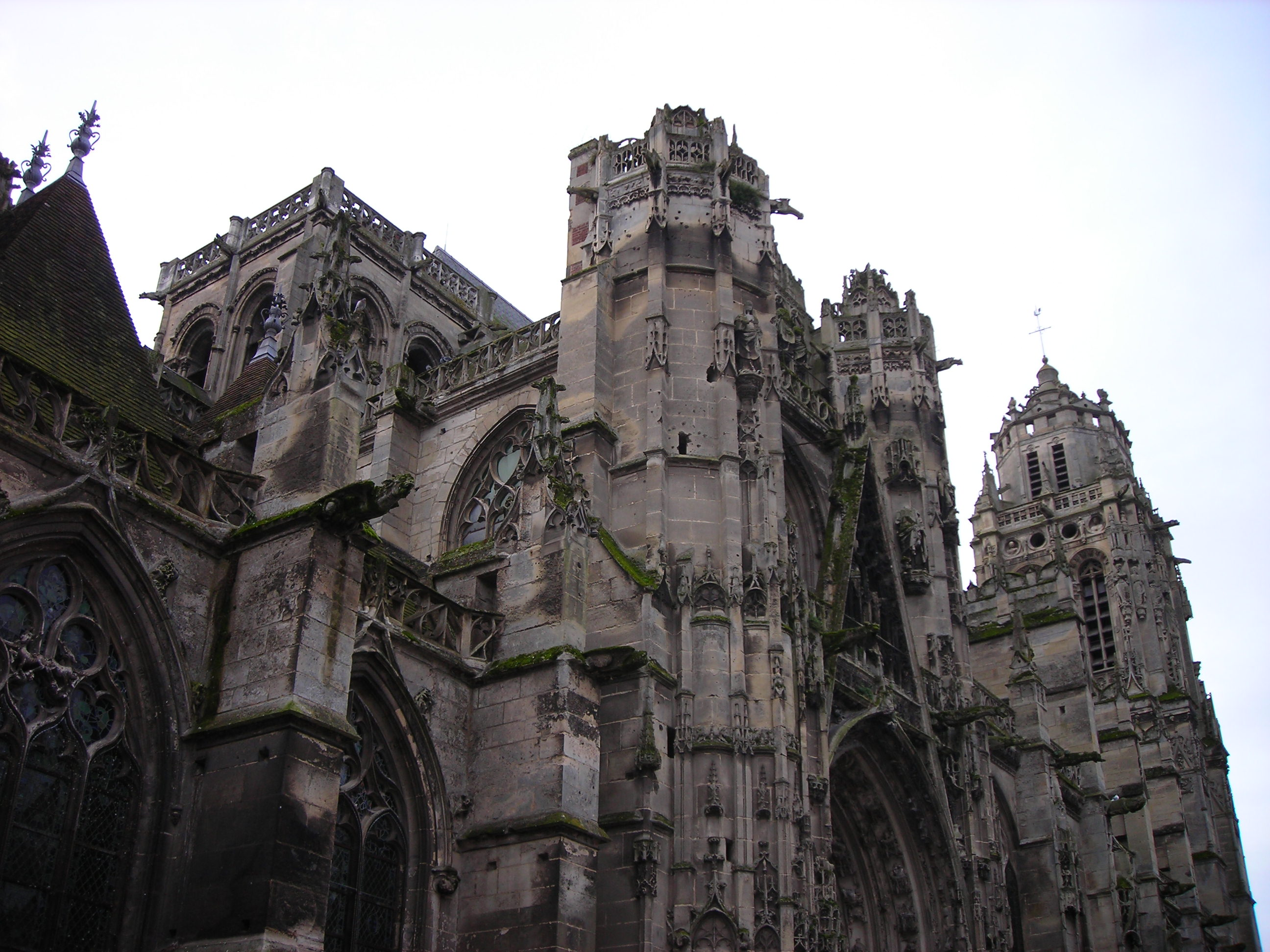
L'église Saint-Gervais-Saint-Protais.

Gisors appartient au diocèse catholique d'Évreux, lui-même intégré à la province ecclésiastique de Rouen. La ville compte une paroisse catholique : la paroisse Saint-Gervais-Saint-Protais.
Gisors compte également une église évangélique ainsi qu'une communauté de Témoins de Jéhovah.

## Économie
Gisors est un pôle économique bénéficiant de la présence de plusieurs zones commerciales et zones d'activités. La ville propose un marché toute la journée les dimanches et tous les vendredis matin.

## Culture et patrimoine

### Lieux et monuments

#### Château de Gisors

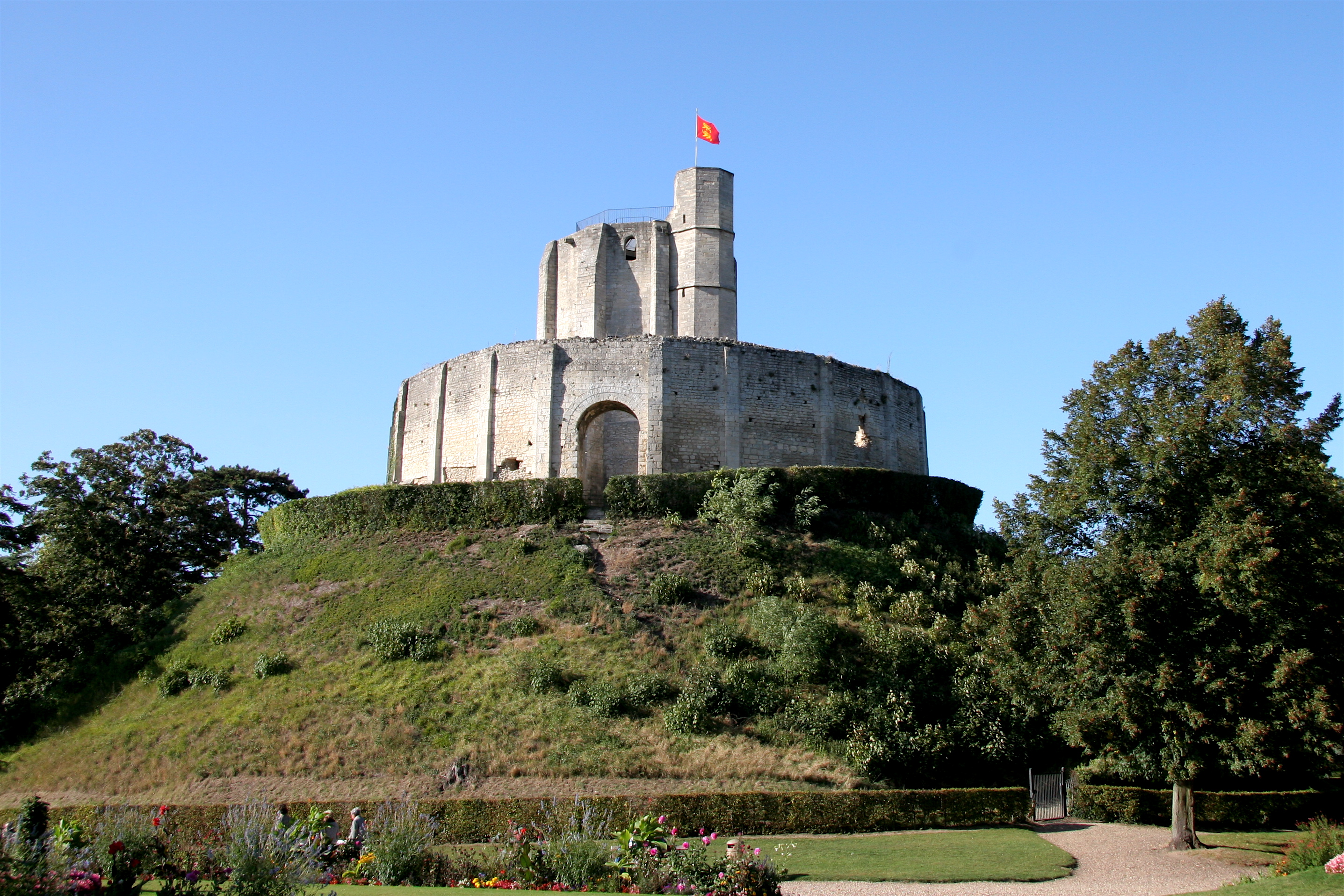
Donjon du château.

Le château de Gisors est une construction du XIe siècle (1096) décidée par Guillaume II d'Angleterre et confiée à Robert II de Bellême dont le donjon occupe une motte castrale. Il est célèbre par la légende populaire du trésor des templiers qui y serait caché, mais les templiers n'en ont eu la responsabilité qu'entre 1158 et 1160 (30 ans après la création de l'ordre) puis quatre dignitaires de l'ordre du Temple y ont été brièvement prisonniers en 1314 lors de la chute de l'ordre. Dans les années 1950, le gardien du château, Roger Lhomoy, entreprit le creusement de nombreux souterrains qui finirent par déstabiliser la motte et provoquer des fissures dans le donjon. L'homme assura avoir découvert des salles souterraines ainsi qu'une chapelle contenant le fabuleux trésor. Le maire ainsi que plusieurs habitants se rendirent sur les lieux mais le souterrain était tellement profond que personne ne voulut descendre. Le gardien reçut l'ordre de reboucher les creux et personne ne put vérifier ses dires.
Des fouilles organisées en 1964 par le ministère de la Culture au château de Gisors pour retrouver le trésor des templiers à la suite du signalement de son jardinier et gardien, Roger Lhomoy, n'ont abouti à rien. Les fondations du château ont été hautement déstabilisées par ces recherches.
Un souterrain relierait le château à la tour de la Reine Blanche située à Neaufles-Saint-Martin, à 3 km du château.

#### Église Saint-Gervais-Saint-Protais

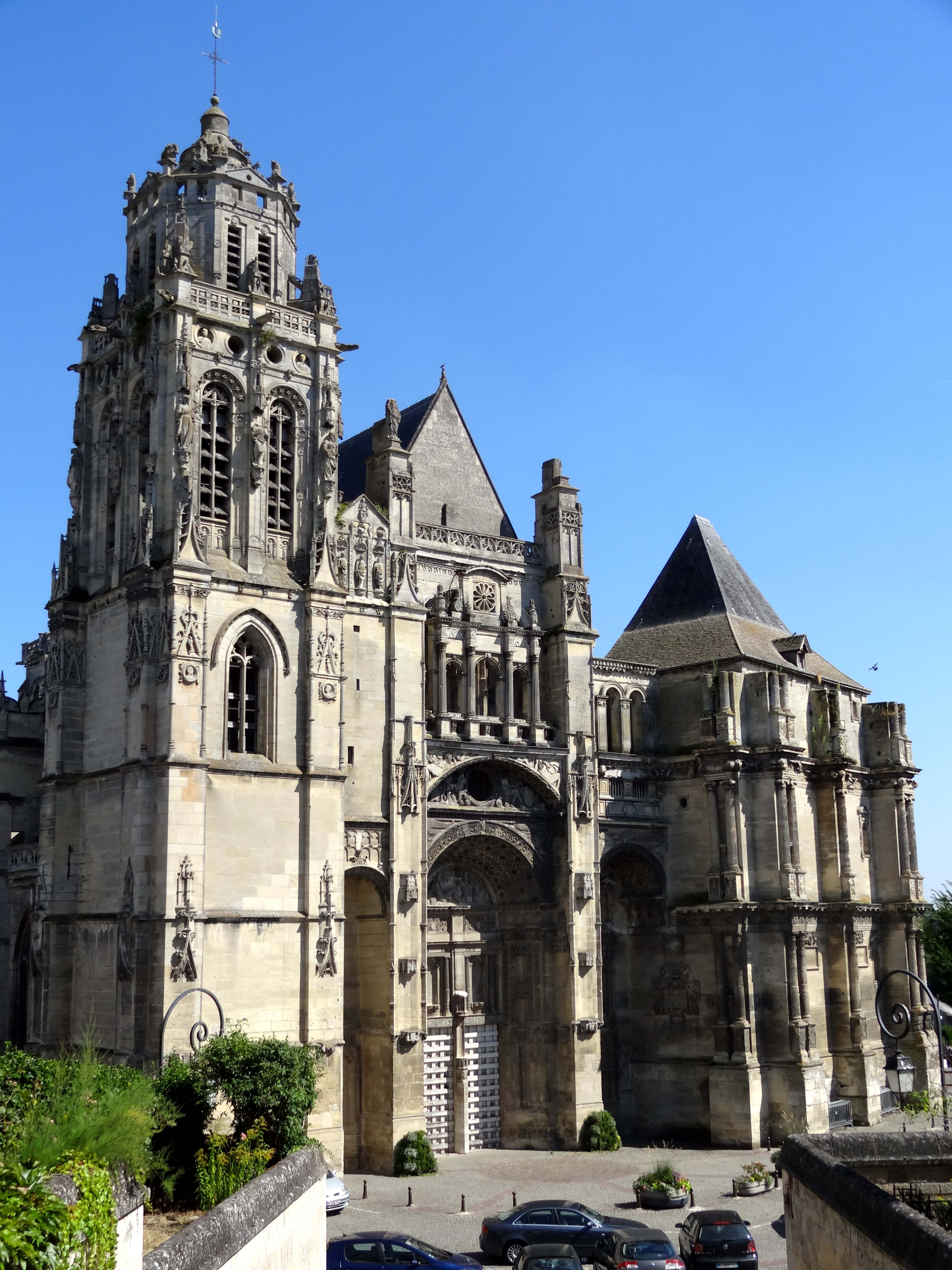
La monumentale façade gothique flamboyant et Renaissance de la église.

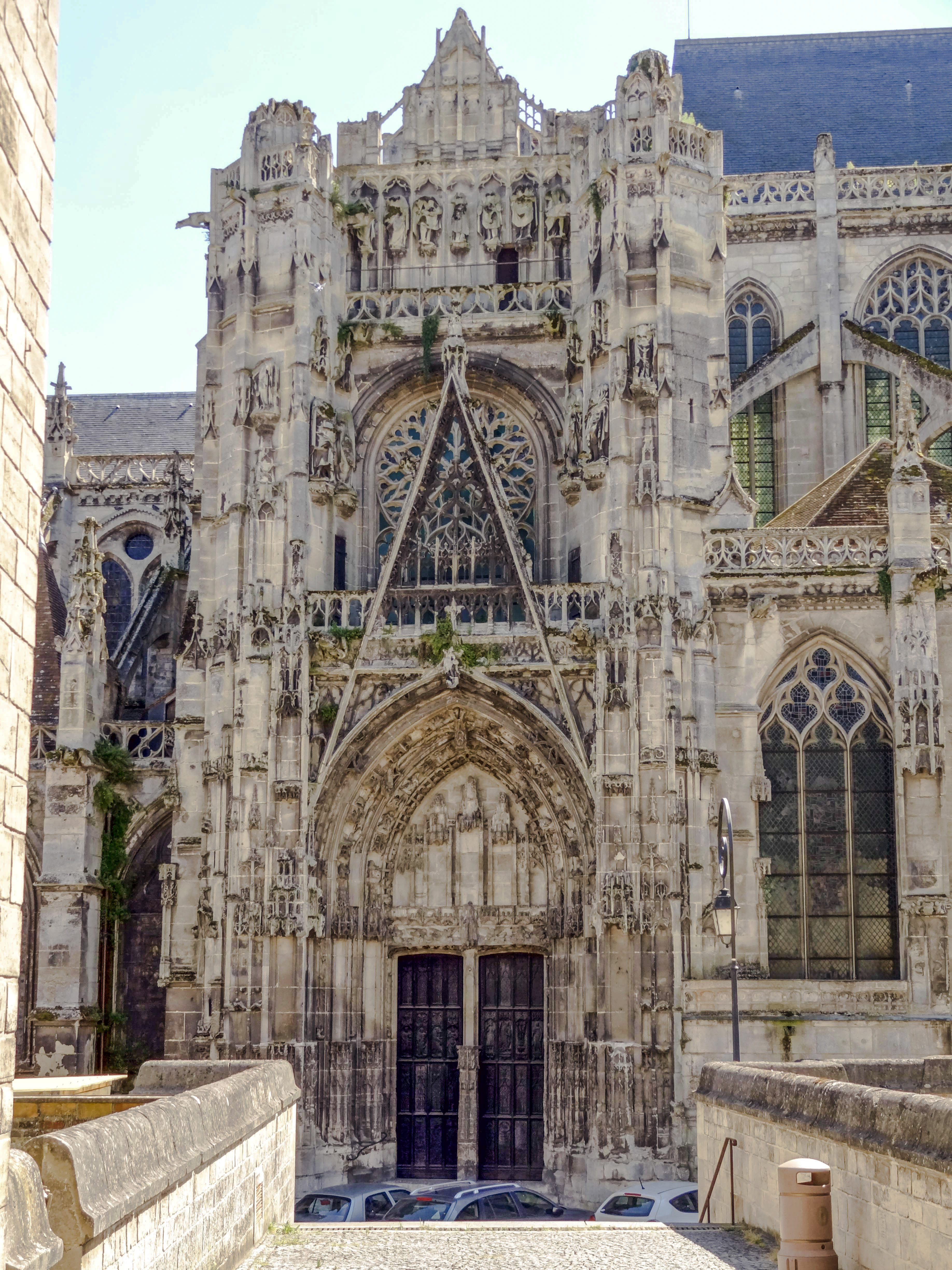
Vue du nord : à gauche et au centre, le chœur et le transept gothiques ; à droite, la nef plus récente, de style gothique flamboyant.

L'église Saint-Gervais-Saint-Protais constitue un monument à l'architecture fruit des styles de différentes époques : Moyen Âge (style gothique) et Renaissance. Cette église est classée au titre des Monuments historiques.
Consacrée par Calixte II, cette église voit sa nef ravagée par un incendie. Elle est reconstruite dès 1160. Grâce au financement de la reine Blanche de Castille, un chœur gothique est consacré en 1249. Il est conçu selon le modèle chartrain, avec une élévation à trois niveaux : grandes arcades, triforium et fenêtres hautes percées d'oculi.
À l'aide des financements des confréries de charité et des corporations de métiers, l'église connaît de nombreuses transformations dès la fin du XVe siècle, avec l'ajout de chapelles rayonnantes et d'un déambulatoire au niveau du chœur. Confiés ensuite aux Grappin, une famille d'architectes du Vexin, les travaux se poursuivirent au XVIe siècle avec la reconstruction de la nef et des chapelles des bas-côtés en style gothique flamboyant puis de la façade ornée de motifs Renaissance.
Certains vitraux sont dus au maître-verrier Romain Buron.
À l'intérieur se trouve un escalier à vis caractéristique de la Renaissance.
À l'extérieur, la Grosse Tour inachevée (1542-1590) alterne étages dorique et ionique.
C'est l'église principale de la paroisse de Gisors-Vallée d'Epte.
Ayant subi d'importantes destructions le 8 juin 1940, elle a été patiemment restaurée.

#### Chapelle Saint-Luc

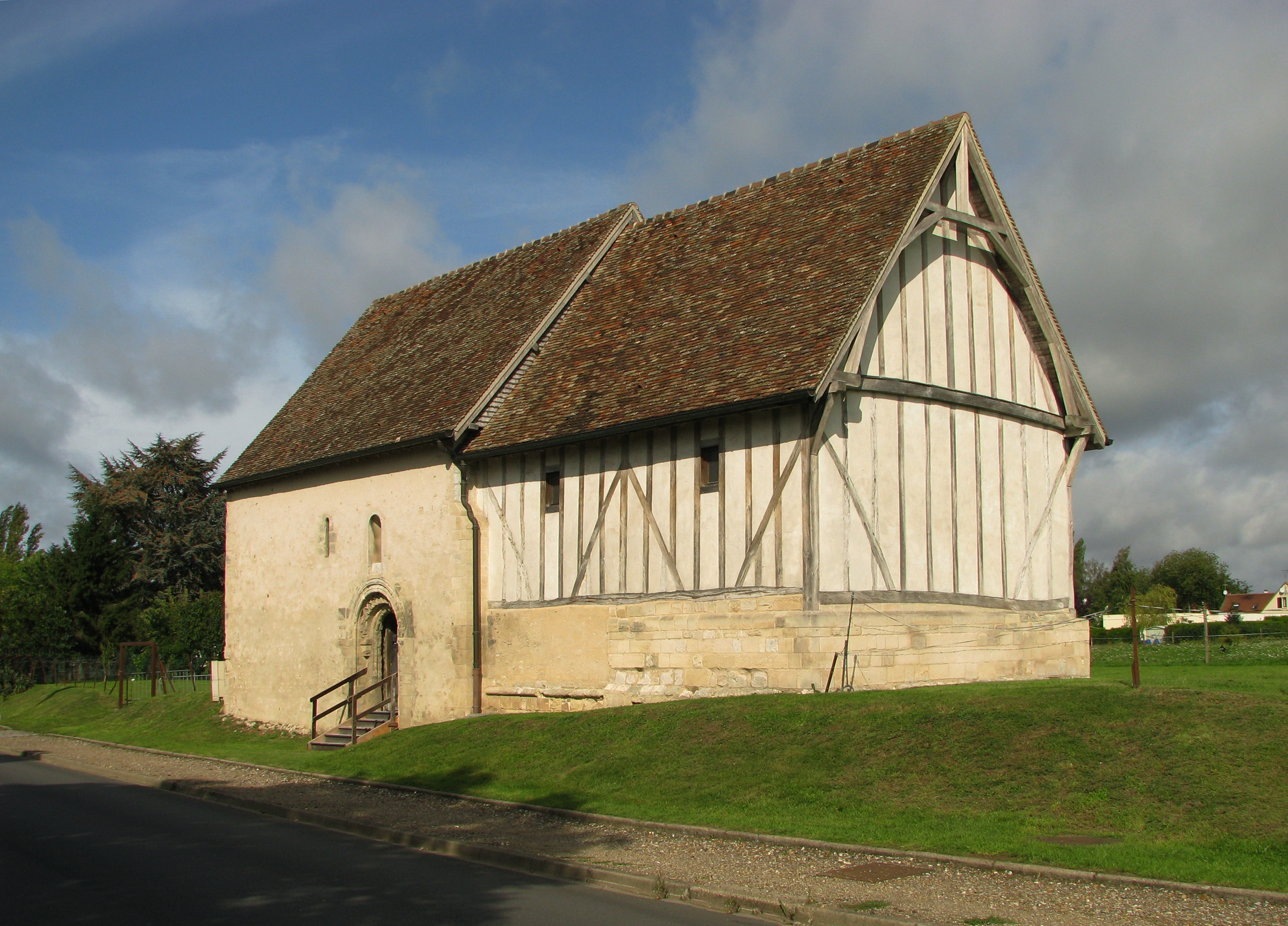
Vue du sud-est.

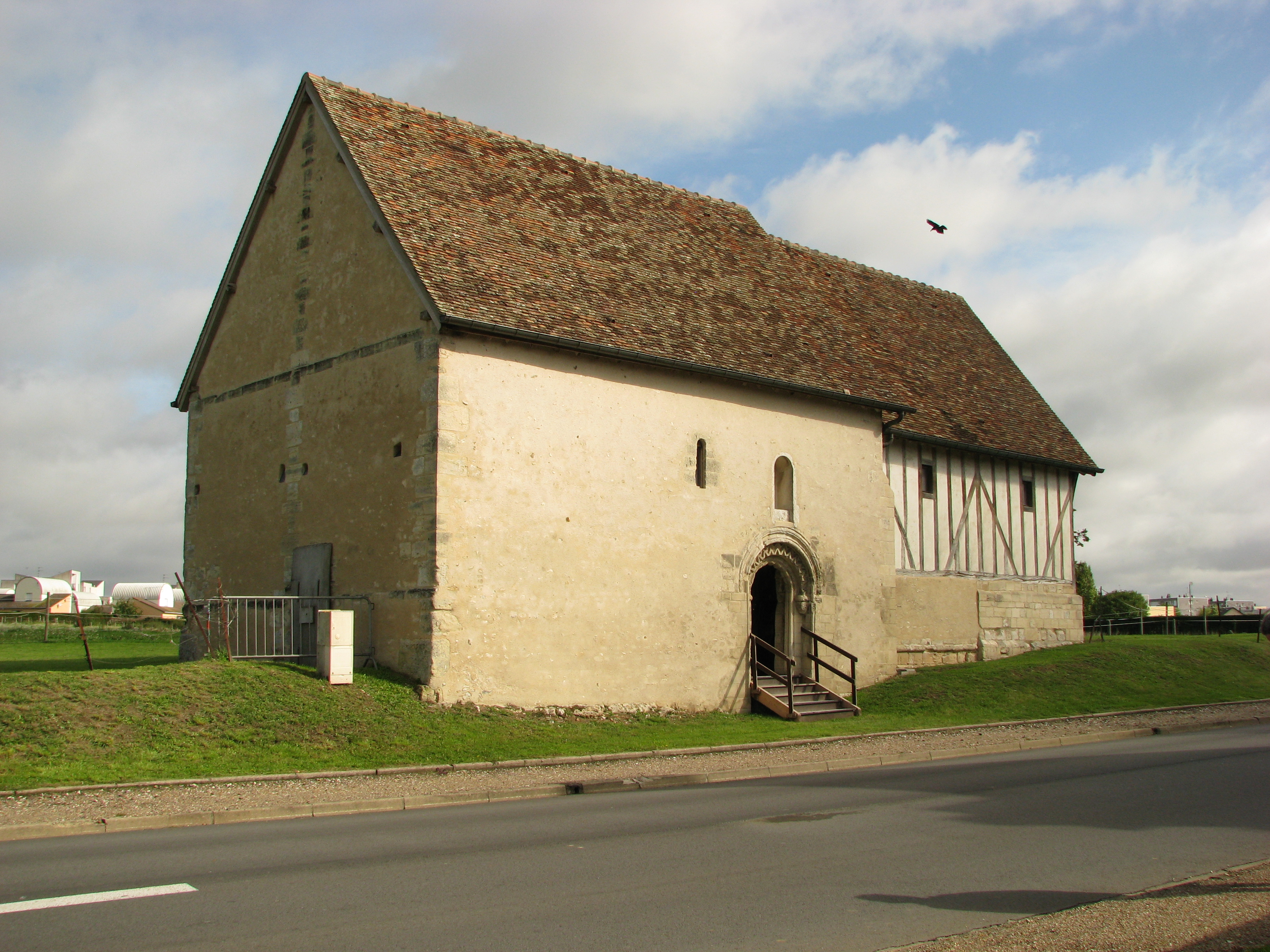
Vue du sud-ouest.

Ce monument est l'un des principaux vestiges de la léproserie Saint-Lazare, fondée en 1210 par Jean de Gisors. De plan très simple, elle se compose d'une nef rectangulaire en pierre calcaire, complétée d'un chevet à pans de bois. L'ensemble, entièrement charpenté au XVIe siècle, mesure approximativement 110 m2. Transformée en maison de charité pour les nécessiteux au cours du XVIIIe siècle, elle est transformée en grange au moment de la Révolution. Devenue propriété privée, elle est finalement vendue à la ville de Gisors en 1967. 
Son classement au titre des monuments historiques est intervenu en 1992 ; elle est en cours de restauration. À partir de 1998, le peintre contemporain Dado travaille à la réalisation d'une peinture représentant le jugement dernier, prévue pour orner le chevet de l'édifice.

#### Lavoir de la rue des Argillières

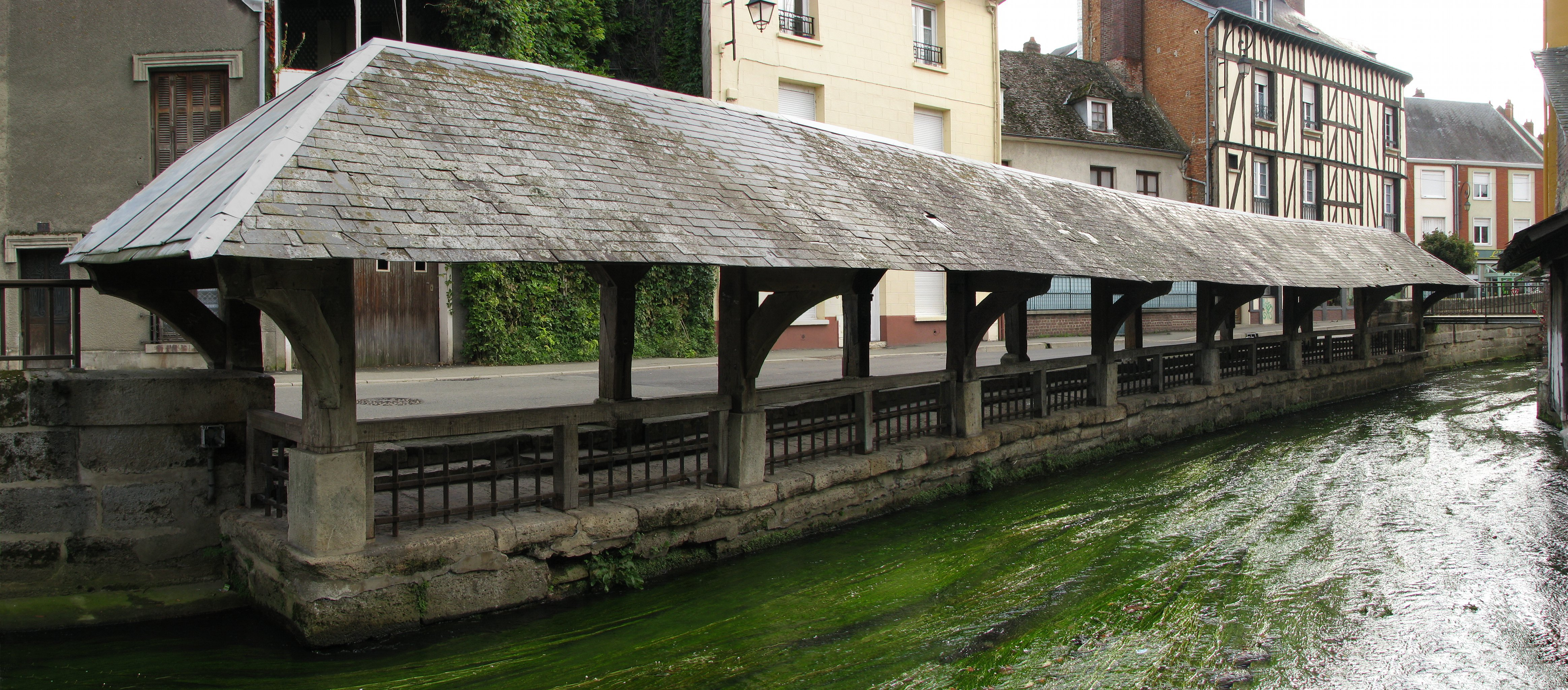
Vue du nord-ouest.

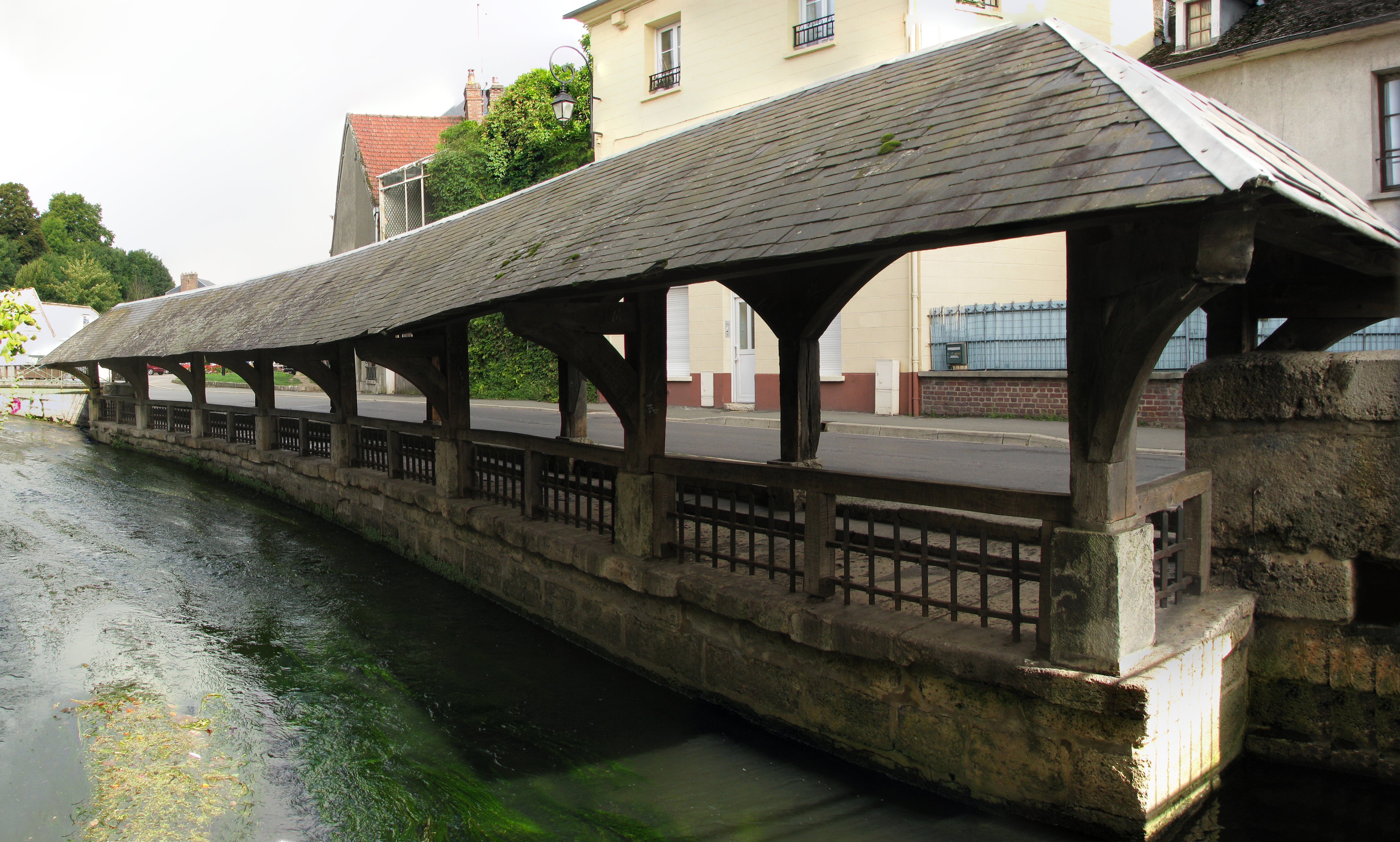
Vue du sud-ouest.

Les origines de ce lavoir remontent au XVe siècle. Située en bordure de la rivière l'Epte, cette construction intègre des pierres calcaires et des pans de bois, tandis que la toiture est entièrement recouverte d'ardoises.

### Patrimoine culturel
En 1887, la ville sert de cadre à une nouvelle de Guy de Maupassant : Le Rosier de Madame Husson.
Plusieurs écrivains prétendent que ce fut à Gisors qu'eut lieu l'institution de l'ordre de la Jarretière, destinée à récompenser la valeur guerrière. Edouard III, roi d'Angleterre, en 1346, dansant à Gisors, après un tournoi, avec la comtesse Alix de Salisbury, qui le suivait à la guerre, après que sa jarretière se fut détachée, la lui rattacha en disant à la comtesse, qui hésitait à accepter, « Honi soit qui mal y pense ».

### Patrimoine naturel

#### Site classé
- Les jardins et promenades du château  Site classé (1940)[76].

### Personnalités liées à la commune

#### Nés à Gisors
- Famille Passy (1760) qui a donné des hommes politiques, des scientifiques et des économistes.
- Jean-Baptiste-Joseph Duchesne (1770-1856), miniaturiste.
- Marie Pierre Isidore de Blanmont, baron de Gisors (1770-1846), lieutenant-général. La ville lui a érigé une statue.
- Diane Reydi, née en 1962, actrice sous le nom d'Aude Landry.
- Sophie Aubry (1974-), actrice française.
- Didier Digard (1986-), footballeur.
- Daniel Bardet (1943-2022), auteur de bande dessinée français.
- Hugo Legros (1993-), boxeur professionnel

#### Morts à Gisors
- Jacqueline Aimée Brohon (1731-1792), romancière[77], un temps soutenue par Voltaire, morte au couvent des Annonciades de Gisors.
- Louis Alexandre de La Rochefoucauld d'Enville (1743-1792), victime de la Révolution.
- Xavier Lesage (1885-1968), cavalier de dressage français, champion olympique en individuel et par équipe aux Jeux olympiques de Los Angeles de 1932.
- Fernand Bignon (1888-1969), photographe.
- Linda de Suza (1948-2022), chanteuse portugaise.

#### Autres
- Jean de Gisors (1133-1220), fondateur de la ville de Portsmouth.
- Romain Buron (1534-1575), maître-verrier du XVIe siècle.
- Marie-Josèphe de Saxe, dauphine de France, logea à Gisors au 93 rue du Bourg en 1753[78].
- François-Paul Roualle de Boisgelou (1697-1764), Paul Louis (1734-1806), musiciens, qui ont habité au hameau de Boisgelou.
- Louis-Étienne Charpillon[79], affecté juge de paix à Gisors en 1865 ; on lui doit son témoignage du vécu de l'invasion prussienne de 1870-1871[80] en réponse aux viles attaques contre la garde nationale proférées par Passy, conseiller municipal.
- Pablo Picasso (1881-1973) a vécu au château du Boisgeloup au début des années 1930.
- Jean Bouret (1914-1979), écrivain, critique d'art et résistant, a enseigné au collège de Gisors de 1936 à 1940.

### Héraldique
|  | Blasonnement des armes traditionnelles de la ville de Gisors : « De gueules, à la croix engrêlée d'or, au chef d'azur, chargé de trois fleurs de lis d'or » tel que rapporté par Malte-Brun, dans la France illustrée (1882). |